# Prisser
Prisser ist ein Ortsteil der Stadt Dannenberg (Elbe) in der Samtgemeinde Elbtalaue im Landkreis Lüchow-Dannenberg in Niedersachsen.
Direkt am östlichen Ortrand von Prisser, ungefähr zwei Kilometer westlich des Stadtzentrums von Dannenberg, verläuft ein eingedeichter Flussarm der Jeetzel (auch „Jeetzelkanal“), durch den heute der Hauptteil der Wassermenge des Flusses fließt. Der Flussarm ist im Rahmen der Jeetzelmelioration entstanden.

## Geschichte
Am 1. Februar 1971 wurde Prisser in die Stadt Dannenberg (Elbe) eingegliedert.

## Kultur und Sehenswürdigkeiten

### Jüdischer Friedhof

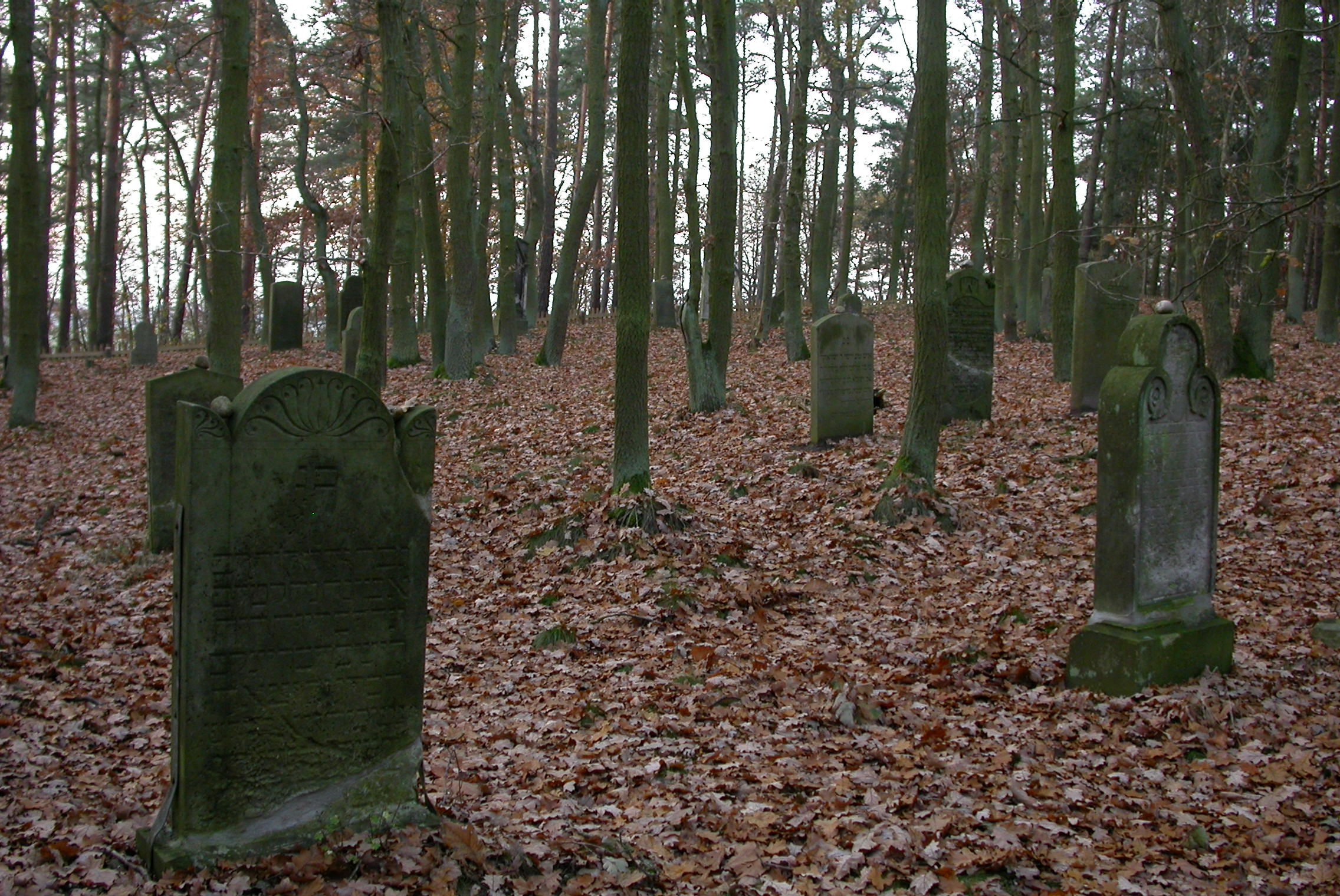
Jüdischer Friedhof nahe Prisser

Nordwestlich von Prisser befindet sich in einem Wäldchen der jüdische Friedhof Dannenberg. Insgesamt sind 45 Grabsteine vorhanden. Auf dem Friedhof wurden auch Juden aus Bergen/Dumme, Clenze, Hitzacker, Lüchow und Wustrow beigesetzt.

## Persönlichkeiten

### Mit Prisser verbunden
- Kerstin Rudek (* 1968), führende Anti-Atomkraft-Aktivistin, besuchte die Grundschule in Prisser

### Söhne und Töchter
- Brigitte Pothmer (* 1955), Politikerin (Bündnis 90/Die Grünen)
- Harald Gnade (* 1958), Maler, Zeichner, Grafiker
- Dr. Thomas Kopp (* 1960), Jurist, Ministerialrat a. D., Deutscher Bundestag
- Karola Hagemann (* 1961), Autorin und Diplom-Pädagogin
- Carsten Carstensen (* 1962), Mathematiker und Hochschullehrer